# Podgajci Podravski
Podgajci Podravski är en ort i Kroatien.   Den ligger i länet Baranja, i den östra delen av landet, 180 km öster om huvudstaden Zagreb. Podgajci Podravski ligger 91 meter över havet och antalet invånare är 651.
Terrängen runt Podgajci Podravski är mycket platt. Runt Podgajci Podravski är det ganska tätbefolkat, med 67 invånare per kvadratkilometer. Närmaste större samhälle är Donji Miholjac, 8,7 km väster om Podgajci Podravski. Trakten runt Podgajci Podravski består till största delen av jordbruksmark.